# Emberiza socotrana
Escrevedeira-de-socotra ou escrevedeira-de-socotorá (Emberiza socotrana) é uma espécie de ave da família Emberizidae.
É endémica de Iémen.
Os seus habitats naturais são: matagal tropical ou subtropical de alta altitude.
Está ameaçada por perda de habitat.